# 西村亀
西村 亀（にしむら かめ、1924年9月16日 - ）は、山口県を登録地としていた元競輪選手。
日本競輪選手養成所創設以前に選手登録された期前選手で、選手登録番号は4927。

## 来歴
1957年、第8回高松宮賜杯競輪（大津びわこ競輪場）、及び第13回全国都道府県選抜競輪（門司競輪場）の2000メートル競走を優勝。
この他、ホームバンクの防府競輪場で行われた開設5周年前節（1954年）、同8周年前節（1957年）をそれぞれ優勝した。
1960年10月5日、選手登録消除。